# Jericho Shinde
Jericho Shinde   (Kitwe, 20 de desembre de 1959) és un exfutbolista zambià de la dècada de 1980.
Fou internacional amb la selecció de futbol de Zàmbia.
Pel que fa a clubs, destacà a Nkana FC.
Trajectòria com a entrenador:
- 1993-1995 Kalulushi Modern Stars
- 1996-1997 Botswana Defence Force
- 1997-1998 Kabwe Warriors
- 1999-2001 Kalulushi Modern Stars
- 2002 Nkana F.C.
- 2003-2005 Afrisport FC
- 2005 Nkana F.C.
- 2007-2008 Zanama FC
- 2009 TAFIC F.C.
- 2011-2012 Chamboli Academy
- 2014 Chimwemwe Chiefs